# Dourado (São Paulo)
Dourado est une municipalité brésilienne de l'État de São Paulo et la Microrégion de São Carlos.